# Viradeira

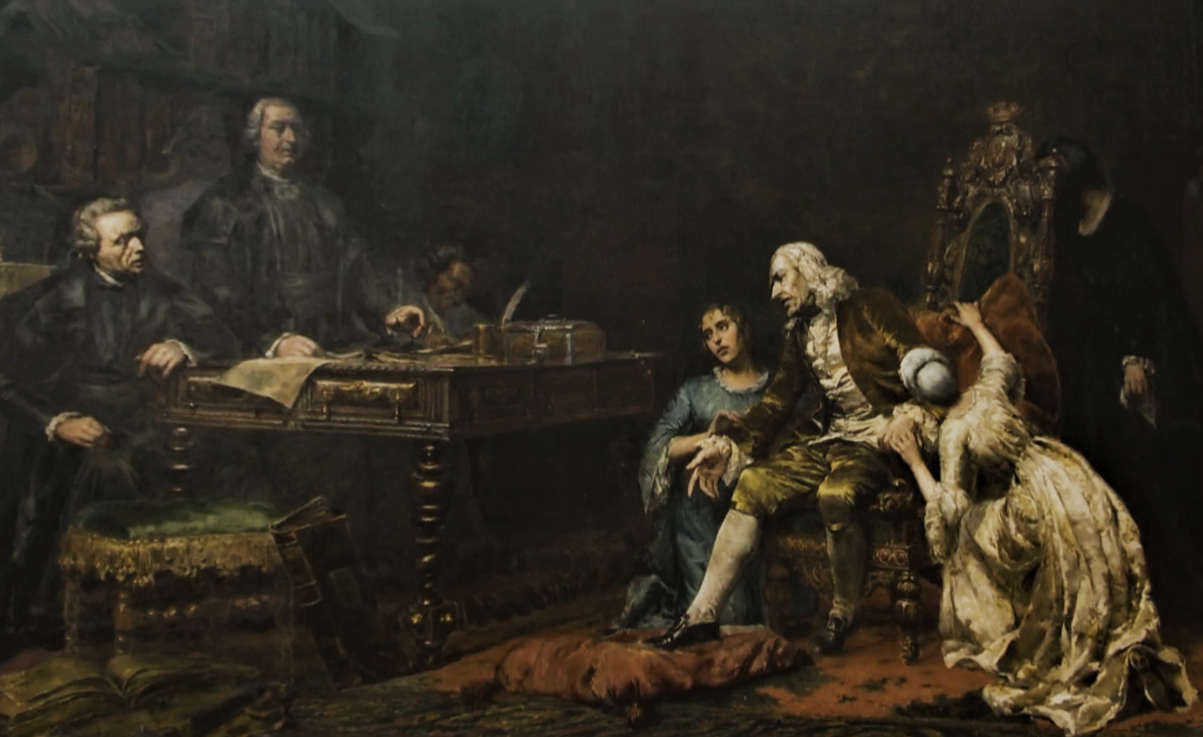
O último interrogatório do Marquês de Pombal (1891), da autoria de José Malhoa

Viradeira é a designação que se dá ao período de reação antipombalina que se iniciou a 13 de março de 1777, após a aclamação de D. Maria I, alicerçada pela argúcia jurídica do juiz-desembargador José Ricalde Pereira de Castro fundamentando-a nas Cortes de Lamego e a posterior nomeação de novos Secretários de Estado e outros mais cargos, em substituição do marquês de Pombal e seus apaniguados.
Este antigo ministro e o pai da rainha terá deixado o país numa situação financeira deplorável, além de terem sido encontrados no paço real um conjunto de papéis sem despacho desde 1755. Para se compreender melhor a dimensão dos documentos referidos anteriormente, o número era tão elevado que “foi necessário nomear duas pessoas — entre elas o referido desembargador e o conselheiro Gonçalo José da Silveira Preto” só para os separar e examinar, para que fosse possível, seguidamente, dar despacho àqueles que fosse oportuno fazê-lo.
Este desmazelo teve consequências graves, como seria de esperar: o Estado estava na miséria, os negócios públicos completamente desorganizados e por fim, e não menos grave, Marquês de Pombal, também «(…) teria perdido o total interesse pelos assuntos da guerra, o que resultou na queda do Exército (…)».
Depois, neste novo período deu-se uma progressiva quebra do controlo estatal sobre muitas das áreas económicas, com a extinção de alguns dos monopólios mercantis estabelecidos por Pombal, e permitiu-se uma retoma da influência da Igreja e da alta nobreza sobre o Estado. Muitos dos presos políticos foram libertados e muitos títulos nobiliárquicos foram reabilitados, incluindo alguns a título póstumo.
No que se refere à Universidade de Coimbra, muitos professores e alunos foram expulsos sob diversas acusações ligadas à heresia, como enciclopedismo, naturalismo e deísmo. Francisco de Melo Franco, um dos expulsos, escreveu O reino da estupidez em represália.